# Raccordo Autostradale Valle d’Aosta
Raccordo Autostradale Valle d’Aosta (pl. Połączenie autostradowe Doliny Aosty) – włoska spółka będąca operatorem 43 kilometrowego odcinka autostrady A5 między Aostą, a tunelem Mont Blanc. Koncesja na obsługę tego odcinka została wydana przez ANAS. Spółka Raccordo Autostradale Valle d’Aosta powstała 16 marca 1983 w Rzymie i tam do dziś ma swoją siedzibę. Prezesem jest Ettore Marcoz. Udziały w spółce posiadają dwa organy: spółka Società Italiana per il Traforo del Monte Bianco (58%) i Region autonomiczny Dolina Aosty (42%).